# روبرت ويات
روبرت ويات (بالإنجليزية: Rupert Wyatt)‏ مخرج وكاتب بريطاني من مواليد 26 أكتوبر 1972. درس السينما بباريس وبدأ في الكتابة والتأليف وهو ما يزال بالجامعة ثم شارك في تأسيس شركة (صورة المزرعة) والتي أنتجت عدة أفلام قصيرة ووثائقية أهمها (الانهزامي) عام 2008، كما عمل أيضاً منذ عام 2000 وحتى 2005 بلندن وليفربول كمخرج لبعض البرامج النصية التليفزيونية التي اكسبته جماهيرية عريضة لكن حقق شهرة عالمية بفيلم الخيال العلمي نهوض كوكب القردة عام 2011 وقد فاز في مسابقة أفلام (بي بي سي 88) عن فيلمه الأول وهو في السادسة عشر من عمره.

## روابط خارجية
- روبرت ويات على موقع IMDb (الإنجليزية)
- روبرت ويات على موقع ألو سيني (الفرنسية)
- روبرت ويات على موقع أول موفي (الإنجليزية)
- روبرت ويات على موقع بوكس أوفيس موجو (الإنجليزية)
- روبرت ويات على موقع قاعدة بيانات الأفلام السويدية (السويدية)
- روبرت ويات على موقع قاعدة بيانات الفيلم (الإنجليزية)
- روبرت ويات على موقع كينوبويسك (الروسية)